# Liste des rivières de l'île d'Anticosti
Voici la liste des principaux cours d'eau de l'île d'Anticosti, une île naturelle du golfe du Saint-Laurent faisant partie de la municipalité régionale de comté de Minganie, dans la région québécoise de la Côte-Nord, au Canada :
| Nom                           | Longueur km | Embouchure                   | Crénon                       |
| ----------------------------- | ----------- | ---------------------------- | ---------------------------- |
| la Petite Rivière             | 16          | 49° 05′ 14″ N, 61° 46′ 16″ O | 49° 11′ 19″ N, 61° 48′ 50″ O |
| la Petite Rivière             | 20          | 49° 44′ 13″ N, 64° 09′ 24″ O | 49° 51′ 31″ N, 64° 04′ 11″ O |
| Petite rivière de la Chaloupe | 25          | 49° 08′ 13″ N, 62° 34′ 13″ O | 49° 17′ 35″ N, 62° 31′ 41″ O |
| Petite rivière de la Loutre   | 15          | 49° 04′ 33″ N, 61° 59′ 29″ O | 49° 11′ 20″ N, 61° 59′ 18″ O |
| Rivière à l'Huile             | 30          | 49° 50′ 29″ N, 63° 33′ 11″ O | 49° 42′ 51″ N, 63° 27′ 10″ O |
| Rivière à la Chute            | 10          | 49° 22′ 21″ N, 63° 29′ 31″ O | 49° 25′ 59″ N, 63° 24′ 54″ O |
| Rivière à la Loutre           | 35          | 49° 36′ 55″ N, 63° 47′ 38″ O | 49° 43′ 04″ N, 63° 38′ 01″ O |
| Rivière à la Patate           | 25          | 49° 42′ 24″ N, 62° 55′ 24″ O | 49° 35′ 46″ N, 63° 02′ 53″ O |
| Rivière au Cormoran           | 16          | 49° 04′ 33″ N, 61° 48′ 43″ O | 49° 09′ 22″ N, 61° 49′ 23″ O |
| Rivière au Fusil              | 20          | 49° 34′ 23″ N, 63° 44′ 15″ O | 49° 39′ 18″ N, 63° 34′ 55″ O |
| Rivière aux Cailloux          | 34          | 49° 38′ 56″ N, 63° 52′ 07″ O | 49° 49′ 40″ N, 63° 44′ 45″ O |
| Rivière aux Canards           | 15          | 49° 45′ 02″ N, 64° 13′ 22″ O | 49° 50′ 09″ N, 64° 09′ 42″ O |
| Rivière aux Loups Marins      | 21          | 49° 04′ 13″ N, 61° 50′ 33″ O | 49° 12′ 36″ N, 61° 53′ 42″ O |
| Rivière aux Plats             | 28          | 49° 12′ 49″ N, 63° 00′ 36″ O | 49° 24′ 25″ N, 62° 56′ 53″ O |
| Rivière aux Rats              | 21          | 49° 14′ 31″ N, 63° 07′ 00″ O | 49° 22′ 18″ N, 63° 06′ 10″ O |
| Rivière aux Saumons           | 59          | 49° 25′ 14″ N, 62° 14′ 39″ O | 49° 27′ 55″ N, 62° 50′ 15″ O |
| Rivière Bec-Scie              | 22          | 49° 43′ 01″ N, 64° 03′ 15″ O | 49° 49′ 56″ N, 63° 55′ 37″ O |
| Rivière Bell                  | 29          | 49° 04′ 22″ N, 62° 12′ 13″ O | 49° 15′ 00″ N, 62° 15′ 26″ O |
| Rivière Bilodeau              | 16          | 49° 08′ 45″ N, 62° 36′ 36″ O | 49° 15′ 25″ N, 62° 34′ 16″ O |
| Rivière Chicotte              | 25          | 49° 13′ 27″ N, 63° 02′ 46″ O | 49° 24′ 34″ N, 63° 05′ 32″ O |
| Rivière Dauphiné              | 35          | 49° 07′ 28″ N, 62° 28′ 08″ O | 49° 20′ 23″ N, 62° 23′ 01″ O |
| Rivière de l'Ours             | 16          | 49° 31′ 47″ N, 62° 27′ 23″ O | 49° 29′ 55″ N, 62° 38′ 49″ O |
| Rivière de la Chaloupe        | 21          | 49° 08′ 28″ N, 62° 32′ 15″ O | 49° 20′ 49″ N, 62° 38′ 36″ O |
| Rivière du Brick              | 27          | 49° 20′ 50″ N, 63° 23′ 44″ O | 49° 28′ 36″ N, 63° 12′ 55″ O |
| Rivière du Castor             | 15          | 49° 48′ 24″ N, 63° 17′ 18″ O | 49° 43′ 00″ N, 63° 19′ 39″ O |
| Rivière du Pavillon           | 26          | 49° 11′ 24″ N, 62° 54′ 19″ O | 49° 21′ 32″ N, 62° 53′ 30″ O |
| Rivière du Pavillon Est       | 18          | 49° 14′ 27″ N, 62° 51′ 08″ O | 49° 22′ 39″ N, 62° 49′ 56″ O |
| Rivière du Renard             | 22          | 49° 17′ 00″ N, 61° 50′ 16″ O | 49° 14′ 14″ N, 61° 59′ 35″ O |
| Rivière du Seigneur-Jolliet   | 15          | 49° 38′ 36″ N, 62° 41′ 20″ O | 49° 35′ 20″ N, 62° 46′ 32″ O |
| Rivière Gamache               | 10          | 49° 49′ 26″ N, 64° 19′ 49″ O | 49° 51′ 59″ N, 64° 17′ 26″ O |
| Rivière Jupiter               | 76          | 49° 28′ 37″ N, 63° 36′ 36″ O | 49° 28′ 53″ N, 62° 55′ 27″ O |
| Rivière Maccan                | 23          | 49° 08′ 48″ N, 62° 38′ 47″ O | 49° 18′ 25″ N, 62° 35′ 58″ O |
| Rivière McDonald              | 22          | 49° 45′ 29″ N, 63° 03′ 35″ O | 49° 38′ 57″ N, 63° 09′ 16″ O |
| Rivière McDonald Ouest        | 21          | 49° 44′ 40″ N, 63° 05′ 26″ O | 49° 39′ 21″ N, 63° 15′ 12″ O |
| Rivière Métallique            | 17          | 49° 29′ 08″ N, 62° 24′ 00″ O | 49° 26′ 20″ N, 62° 31′ 55″ O |
| Rivière Natiscotec            | 27          | 49° 30′ 03″ N, 62° 25′ 12″ O | 49° 29′ 05″ N, 62° 40′ 53″ O |
| Rivière Observation           | 27          | 49° 39′ 48″ N, 62° 46′ 20″ O | 49° 34′ 11″ N, 62° 59′ 47″ O |
| Rivière Plantain              | 8           | 49° 49′ 51″ N, 64° 22′ 41″ O | 49° 53′ 21″ N, 64° 22′ 31″ O |
| Rivière Prinsta               | 27          | 49° 20′ 52″ N, 61° 58′ 28″ O | 49° 13′ 59″ N, 62° 05′ 03″ O |
| Rivière Sainte-Anne           | 17          | 49° 38′ 12″ N, 63° 49′ 30″ O | 49° 45′ 06″ N, 63° 46′ 26″ O |
| Rivière Sainte-Marie          | 16          | 49° 40′ 24″ N, 63° 55′ 12″ O | 49° 49′ 26″ N, 63° 51′ 47″ O |
| Rivière Schmitt               | 30          | 49° 22′ 38″ N, 62° 05′ 20″ O | 49° 15′ 27″ N, 62° 14′ 42″ O |
| Rivière Trois Milles          | 15          | 49° 49′ 25″ N, 64° 19′ 47″ O | 49° 52′ 16″ N, 64° 11′ 36″ O |
| Rivière Vauréal               | 35          | 49° 36′ 49″ N, 62° 35′ 38″ O | 49° 26′ 43″ N, 62° 52′ 28″ O |